# 15946 Satinský
(15946) Satinský, denumire internațională (15946) Satinsky, este un asteroid din centura principală de asteroizi.

## Descriere
15946 Satinský este un asteroid din centura principală de asteroizi. A fost descoperit pe 8 ianuarie 1998 la Modra de Adrián Galád și Alexander Pravda. Asteroidul prezintă o orbită caracterizată de o semiaxă mare de 2,69 ua, o excentricitate de 0,09 și o înclinație de 4,3° în raport cu ecliptica.